# Magma (Népal)
Pour les articles homonymes, voir Magma.
Magma (en népalais : मग्मा) est un comité de développement villageois du Népal situé dans le district de Rukum. Au recensement de 2011, il comptait 5 723 habitants.